# Maa
Maa (autoniem: ɔl Maa) of Masai is een Oost-Nilotische taal. Het wordt gesproken in het zuiden van Kenia en in het noorden van Tanzania door het Masai-volk en telt ongeveer 1,2 miljoen sprekers.
Het Maa is verwant aan andere talen zoals Samburu (of Sampur), de taal van het Samburu-volk in Centraal-Kenia, en aan het Camus, dat gesproken wordt ten zuiden en zuidoosten van het Baringameer. De Masai-, Samburu- en il-Camus-volken zijn historisch verwant en allen noemen hun taal ɔl Maa. De meeste Masai spreken ook Swahili, de lingua franca van Oost-Afrika.